# Марруфо, Джаир
Джаир Марруфо (исп. Jair Marrufo; род. 7 июня 1977, Эль-Пасо, Техас) — футбольный арбитр из США.

## Карьера
Стал футбольным арбитром благодаря своему отцу, Антонио Марруфо, который был мексиканским футбольным арбитром.
Обслуживал матчи Major League Soccer с 2002 года, а 1 января 2007 года в возрасте 29 лет получил статус арбитра ФИФА. 2008 года был назван арбитром года в МЛС.
Его международный дебют состоялся 17 октября 2007 на матче Кубка наций ОФК 2008 года между Фиджи и Новой Зеландией (0:2). Таким образом Марруфо дебютировал в конфедерации ОФК будучи членом КОНКАКАФ.
В 2008 году он был выбран арбитром на футбольный турнир Олимпийских играх в Пекине, где обслуживал четвертьфинал Нидерланды-Аргентина.
В октябре 2009 года получил приглашение на юношеский чемпионат мира среди юношей до 17 лет в Нигерии. За несколько месяцев до этого обслуживал матчи Золотого кубка КОНКАКАФ, проходившего в США (в будущем также неизменно привлекался к турнирам 2011 и 2013 годов).
Его имя было включено в список из 38 предварительно отобранных ФИФА арбитров к ЧМ-2010, но в феврале 2010 года он не попал в финальную заявку.
В апреле 2012 года вновь был включен ФИФА в список из 52 судей и для следующего ЧМ-2014, но и в этот раз на турнир заявлен не был.
В октябре 2013 года был включен в список арбитров на Чюнацкий чемпионат мира среди юношей до 17 лет, отработав на двух матчах группового этапа и четвертьфинале.
В 2016 году был арбитром Столетнего Кубка Америки, где обслуживал встречи группового этапа.
В 2018 году решением ФИФА избран главным арбитром для обслуживания матчей чемпионата мира в России,.